# Червоний шторм підіймається
Червоний шторм підіймається або Червоний шторм піднімається (англ. Red Storm Rising) — військовий роман, написаний Томом Кленсі у співавторстві з Ларрі Бондом і виданий 7 серпня 1986 року.
Дія роману розгортається в середині 1980-х років і розповідає про Третю світову війну між НАТО та силами Варшавського договору; сюжет унікальний тим, що зображує конфлікт обмежений використанням конвенційної зброї, а не ескалацію до використання зброї масового знищення чи ядерної війни, як це було прийнято під час Холодної війни. Це один із двох романів Кленсі (разом із SSN 1996 року), сюжет якого не базується навколо персонажа Джек Раяна (так званий «Раянверс», від англ. Rayan+Universe, або «світ Тома Кленсі»).
Книга дебютувала під номером один у списку бестселерів New York Times у серпні 1987.

## Сюжет
Бойовики з Азербайджану знищили гігантський нафтопереробний завод та прилеглі нафтодобувні потужності у Нижньовартовську, з метою завдати шкоди економіці Радянського Союзу шляхом створення дефіциту палива. Після довгих роздумів і пошуків шляхів виходу з неминучої нафтової кризи, керівництво СРСР — Політбюро вирішує захопити нафтоносний регіон Перської затоки військовою силою, щоб отримати джерело нафти. Знаючи, що Сполучені Штати пообіцяли захист країнам-виробникам нафти в Перській затоці, керівництво Радянського Союзу вирішує, що нейтралізація НАТО є необхідним першим кроком перед тим, як розпочнеться військова операція в Перській затоці. Політбюро припустило, що якщо Західну Німеччину буде нейтралізовано та окуповано, то Сполучені Штати не будуть рятувати арабські держави. План операції по сухопутному вторгненню військ східного блоку у Західну Німеччину та далі аж до Бельгії і мав кодове ім'я «Червоний Шторм». Рішення про війну приймається на Політбюро переважною більшістю, лише один, найстаріший учасник засідання, єдиний хто брав участь у війні (Другій світовій), голосує проти.
Щоб відвернути увагу від майбутньої операції, Політбюро вдається до ретельної дезінформації — щоб приховати як своє скрутне становище, так і майбутні наміри, Радянський Союз публічно заявляє про свою ініціативу щодо скорочення озброєнь,— пропонує знищити свої застарілі атомні ракетні підводні човни. Потім КДБ проводить фальшиву операцію для створення приводу для початку війни (аналогічно до провокації в Гливиці). Операція полягала в підриві бомби в будівлі Кремля, виставляючи сплячого агента КДБ шпигуном західнонімецької розвідки, причетним до інциденту. Політбюро публічно засуджує уряд Західної Німеччини, висуває ультиматум та закликає до помсти.
Незважаючи на те, що запланована атака на пункт військового зв'язку НАТО в Ламмерсдорфі була скомпрометована, коли було арештовано офіцера спецназу, і це попередило НАТО про наміри, радянська армія продовжує свої операції в Німеччині. Однак у першу ніч війни вони зазнають поразки, коли літаки-невидимки F-19 та винищувачі-бомбардувальники НАТО досягають переваги в повітрі над Центральною Європою, знищивши радянські винищувачі та літаки літаки дальнього радіолокаційного стеження і зруйнувавши ключові мости, які більша частина радянської армії ще не встигла перетнути.
Не зважаючи на затримки у сухопутній складовій, радянський флот досягає визначної першої перемоги над об'єднаною авіаносною групою ВМС США що складається з американських авіаносців USS Nimitz, USS Saratoga, а також французького авіаносця Foch та їх ескорту. Внаслідок удару протикорабельними ракетами з літаків Ту-22М авіаносець «Foch» і ще кілька кораблів були потоплені, а «Німіц» змушений провести кілька тижнів у сухому доці на ремонті. Це дозволяє радянському десанту успішно окупувати Ісландію, взявши під контроль авіабазу НАТО в Кефлавіку, цим самим забезпечивши контроль над стратегічно важливою частиною Північної Атлантики — «ділянкою ГІУК» і створивши аеродром підскоку. Це фактично відрізає Європу від постачання військових припасів морем. Лейтенант ВПС США Майк Едвардс рятується від початкової атаки, і разом із загоном американських морських піхотинців ховається в сільській місцевості, спостерігаючи за переміщеннями радянських військ і прибуттям винищувачів МіГ-29 у Кефлавік, а також служить розвідником для сил НАТО, що діють з Шотландії. Радянський Союз також окупував північну Норвегію, тим самим перемістивши радіолокаційні станції НАТО в Шотландії в зону дії постійних повітряних атак авіації дальньої дії.
Повітряні та наземні сили НАТО та СРСР ведуть запеклі бої в Німеччині, використовуючи традиційне озброєння, обидві сторони мають значні втрати. Генерал-полковник Павло Алексєєв, де-факто старший радянський командир на суходолі, досягає прориву в танковій битві під Альфельдом, відкриваючи можливість просування радянських військ за річку Везер. Тим часом морська атака на бази радянських бомбардувальників крилатими ракетами BGM-109 Tomahawk, запущеними з підводних човнів НАТО, відкриває шлях для відвоювання Ісландії, і фактично закриває Атлантику для радянських військ. Лейтенант Едвардс, отримавши в Ісландії підкріплення у вигляді загону Королівської морської піхоти, захоплює радянського полоненого, котрий розкриває справжню причину війни. Повітряний удар НАТО швидко знищує велику частину радянських військових запасів палива.
Після визволення Ісландії Сполучені Штати можуть знову налагодити постачання європейських країн НАТО шляхом морських конвоїв, як в часи Другої світової. Це руйнує плани СРСР на блискавичну війну і переводить її в затяжну. До цього моменту радянські танкові та стратегічні бомбардувальні формування також зазнали серйозних втрат, що змусило їх поступитися ініціативою, НАТО готується здійснити рішучий контрнаступ. Радянське керівництво починає усвідомлювати, що їм загрожує повна поразка — або через військовий прорив НАТО, або через війну на виснаження, що, враховуючи відчайдушну нестачу нафти, призвело б до того самого результату. Генеральний секретар розглядає можливість використання ядерної зброї для сприятливого завершення війни. Це обурює Алексєєва, який мобілізувався для останнього контрнаступу на Німеччину, але його заарештували і погрожують стратою за повільний наступ. Шеф КДБ організовує переворот разом з Алексєєвим та іншими членами Політбюро для того, щоб зупинити ескалацію до ядерної війни. Дивізія, спрямована на фронт, проїжджає через Москву і раптово захоплює контроль над містом. Один з офіцерів дивізії, Сорокін, чия дочка загинула під час теракту КДБ у Кремлі, вбиває шефа КДБ Косова. Міністр Сергєтов фактично стає генеральним секретарем ЦК КПРС. Потім новий радянський уряд веде переговори про припинення вогню з НАТО та повернення до довоєнного становища, тим самим завершуючи війну.

## Персонажі

### НАТО
- Едвард Морріс: командир фрегата USS Pharris і пізніше USS Reuben James.
- Деніел X. Маккафферті: командир підводного човна USS Chicago (SSN-721).
- Роберт А. Толанд III: аналітик АНБ і військово-морський резервіст, пізніше підвищений до командувача резерву ВМС США.
- Майкл Д. Едвардс молодший: перший лейтенант ВПС Сполучених Штатів, який служить офіцером-метеорологом на морській авіаційній базі Кефлавік в Ісландії. Очолює там збір розвідданих під час радянської окупації острова, пізніше отримав Військово-морський хрест за хоробрість.
- Джеррі «Молот» О'Меллі: лейтенант-командувач USN, який служить пілотом вертольота на борту Рубена Джеймса. Отримує Почесний летючий хрест за успішні дії в протичовновій війні.
- Амелія «Бунз» Накамура: пілот F-15C для ВПС США, яка стала першою американською жінкою асом, збивши три бомбардувальники Ту-16 під час чергування на поромі, а потім використала протисупутникові ракети ASM-135 ASAT, щоб знищити два радянських супутники радіолокаційної розвідки. Вона також стає першим космічним асом завдяки збитим супутникам.
- Террі Макколл: сержант першого класу в армії Сполучених Штатів, який служить командиром танка M1 Abrams в 11-му бронекавалерійському полку на німецькому фронті. За свою доблесть і лідерські здібності отримує підвищення в бою до лейтенанта.
- Полковник Дуглас «Дюк» Еллінгтон: офіцер ВПС США та командир ескадрильї F-19.
- Полковник Чарльз Де Вінтер «Чак» Лоу: офіцер Корпусу морської піхоти Сполучених Штатів, який працював з Бобом Толандом до конфлікту, а потім як командир полку морської піхоти у військах вторгнення, які відбили Ісландію. Лоу тричі служив у В'єтнамі та отримав хрест Військово-морського флоту за хоробрість у тій війні.
- Генерал Юджин Робінсон: Верховний головнокомандувач ОЗС НАТО в Європі. Робінсон відслужив три строки служби у В'єтнамі та командував 101-ю повітряно-десантною дивізією . Робінсон — надзвичайно досвідчений азартний гравець, який він використовує, щоб приховати, наскільки відчайдушно перенапружені сили НАТО наприкінці війни, коли особисто зустрічається з генерал-полковником Алексєєвим для переговорів про припинення вогню.
- Вільям Калловей: британський кореспондент Reuters і агент SIS.
- Джеймс Сміт: сержант Корпусу морської піхоти США під керівництвом лейтенанта Едвардса в Ісландії.

### Радянський Союз
- Павло Леонідович Алексєєв: заступник командувача Південно-Західного фронту, а потім командувач головного Західного театру військових дій після короткого перебування на посаді другого командувача. Надзвичайно сміливий і здатний особисто керувати фронтом, Алексєєв ненадовго очолює радянську танкову дивізію після того, як артилерійський вогонь НАТО знищує весь її командний склад, що призводить до ключової перемоги сил Варшавського договору під Альфельдом. Після перевороту призначений заступником міністра оборони та начальником Генерального штабу Збройних сил СРСР.
- Михайло Едуардович Сергєтов: міністр енергетики та член Політбюро СРСР без права голосу. Після перевороту він стає виконувачем обов'язків генерального секретаря.
- Іван Михайлович Сергєтов: ад'ютант Алексєєва і син Сергєтова. Під час війни отримав звання майора.
- Майор Аркадій Семенович Сорокін: радянський офіцер Повітрянодесантних військ, чия донька Світлана гине під час провокаційного вибуху в Кремлі. Пізніше завербований Алексєєвим для перевороту.
- Косов Борис Георгійович — голова КДБ. Організатор перевороту, але був убитий через особисту помсту майором Сорокіним.
- Маршал Андрій Шавирін — начальник Генерального штабу. Пізніше страчений Політбюро за несприятливі результати війни.
- Маршал Юрій Рожков: Головнокомандувач Радянської Армії. Страчений разом з маршалом Шавиріним.
- Маршал Бухарін Федор Борисович — командувач військами Київського військового округу. Пізніше був підвищений до глави Генштабу після страти Шавиріна та Рожкова, потім був змушений піти у відставку після перевороту Алексєєва.
- Андрій Ілліч Чернявін: офіцер спецназу, призначений для диверсії на командному пункті НАТО в Ламмерсдорфі.

### Інші персонажі
- Вігдіс Агустдоттір: жителька Ісландії, врятована Едвардсом від радянських солдатів та згодом вийшла заміж за Едвардса наприкінці роману.
- Патрік Флінн, голова московського бюро Associated Press.
- Ібрагім Толкадзе: войовничий ісламіст азербайджанського походження, який працює інженером нафтопромислу. Він і його спільники Расул та Мохаммет проникли на нафтопереробний завод, де працює Ібрагім, убиваючи численних співробітників служби безпеки та технічного персоналу, а також викликаючи численні розриви труб, які підпалили весь нафтопереробний завод і прилегле нафтове родовище. Усі вони гинуть, коли силовики штурмують диспетчерську.
- Герхардт Фалькен: ймовірний агент Федеральної розвідувальної служби Західної Німеччини, який стоїть за вибухом у Кремлі.

## Тематика

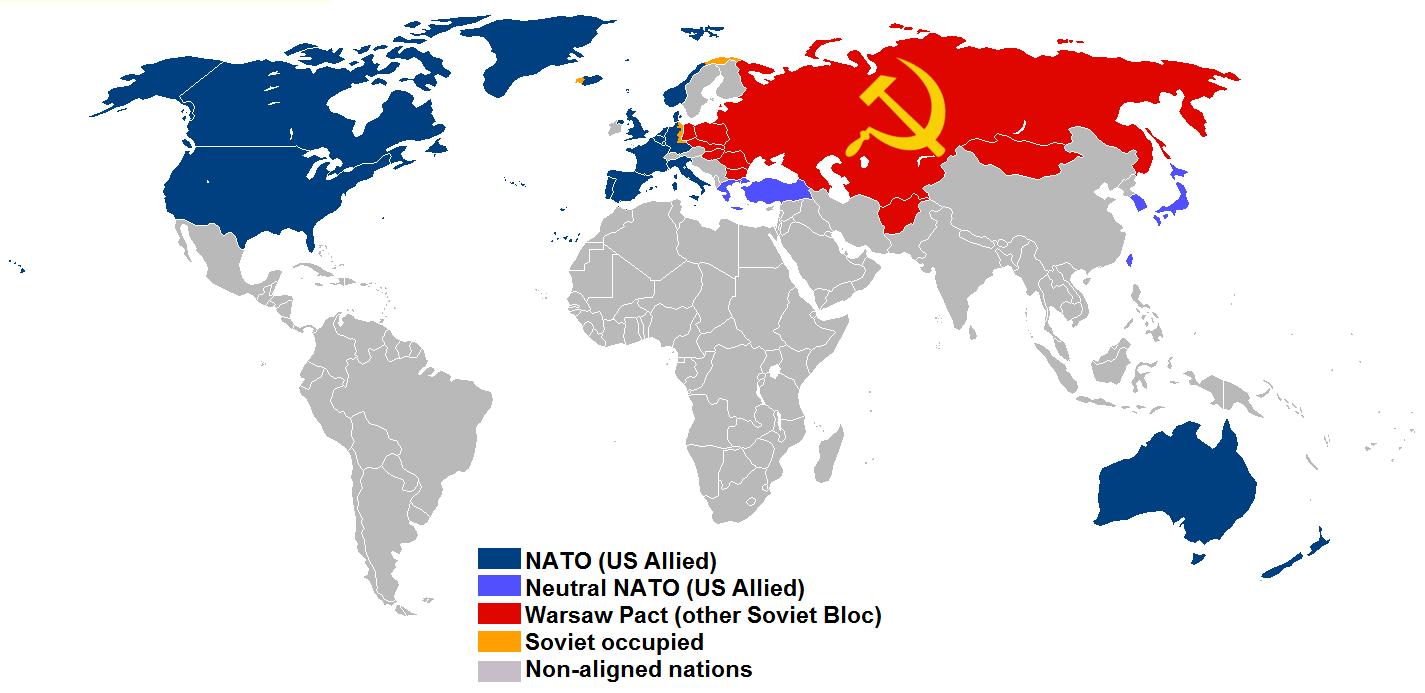
Розподіл сторін, які брали участь у війні, описаній в книзі.

Роман «Червоний шторм підіймається» реалістично і детально зображує майбутню світову війну, між країнами НАТО та Радянським Союзом. Він написаний в жанрі «майбутньої війни», який вперше популяризувала новела 1871 року «Битва біля Доркінгу» Джорджа Томкінза Чесні, а також науково-фантастичний роман «Війна в повітрі» (1908) Герберта Веллса. Сюжет є незвичайним серед зразків холодної війни цього жанру тим, що він представляв війну, що ведеться повністю з використанням звичайної зброї, а не з використанням ядерної чи хімічної зброї. Наприклад, «Третя світова війна: серпень 1985» описує конфлікт, заснований на досить схожих припущеннях, але з інтенсивним використанням хімічної зброї та обмеженим використанням стратегічної ядерної зброї наприкінці конфлікту.
Згідно з документом, оприлюдненим Національним архівом Великобританії в грудні 2015 року, президент США Рональд Рейган рекомендував Red Storm Rising прем'єр-міністру Великої Британії Маргарет Тетчер невдовзі після саміту в Рейк'явіку в 1986 році між ним і радянським генеральним секретарем Михайлом Горбачовим, щоб продемонструвати наміри і стратегію Радянського Союзу. Деякі з передових систем зброї, описаних у романі, були застосовані чотирма роками пізніше під час війни в Перській затоці .

### Російсько-українська війна
Ще задовго до анексії Криму журналістами проводились паралелі між поведінкою СРСР в книзі Кленсі та діями Росії на початку 21-го століття: польоти надзвукових бомбардувальників в Атлантиці, пошуки провокацій для нападу на сусідів, поділ світу на «зони впливу».
Згодом збігів накопичилось настільки багато, що Том Кленсі в грудні 2013 випустив книжку «Командна влада» (англ. Command Authority), де описує сюжет з нападом російських військ на Крим.
А в 2018 епізод з книжки про висадку військ СРСР в Ісландії стає сценарієм для тренувань морської піхоти США.

## Історія створення
Том Кленсі познайомився з Ларрі Бондом у 1982 році. Кленсі придбав військову гру Бонда «Гарпун» як основне джерело для свого першого роману «Полювання за „Червоним Жовтнем“ (1984). Вони використовували мініатюрні правила другого видання настільної гри, щоб перевірити ключові бойові послідовності, зокрема радянську операцію із захоплення Ісландії та атаку на бойову групу авіаносців у розділі «Танець вампірів», де Бонд судив ігрові сесії, які зазвичай включали кілька гравців з кожної сторони (серед них Кленсі), які виконують різні ролі. Вони обговорювали «Конвой-84», військову гру, над якою Бонд працював у той час і в якій була показана нова Битва за Північну Атлантику. Ідея стала основою книги Red Storm Rising. «Ми разом підготували книжку, а потім, поки я досліджував військові питання, Том написав книгу», — сказав Бонд. «Я зазначений як співавтор, але я написав приблизно 1 відсоток книги», — заявив Бонд в інтерв'ю 2013 року. Для реалістичного зображення сцен Політбюро Кленсі та Бонд брали інтерв'ю у радянського перебіжчика Аркадія Шевченка.

## Відгуки
Як і її попередниця, «Полювання на Червоний Жовтень», книга отримала визнання критиків за достовірний військовий наратив. Publishers Weekly оцінив її як «захоплюючу та цілком достовірну історію, розказану з достовірністю та великим напруженням». Kirkus Reviews назвав його «інформативним, доступним для читання, іноді вражаючим міркуванням про війну наддержав».

## Ігрові адаптації
У грудні 1988 року MicroProse випустила комп'ютерну гру Red Storm Rising, у якій гравець командував американським підводним човном, ведучи битву проти радянських військ. Гравець мав можливість вибирати між одиночними місіями чи кампаніями та епохою, в яку грати; сучасніші місії пропонували гравцеві більш досконалі підводні човни та зброю, а також більш технологічно досконалого супротивника.
У 1989 році компанія TSR, Inc. випустила настільну гру Red Storm Rising, розроблену Дугласом Найлзом за мотивами книги. Гра отримала нагороду Origins Award за найкращу сучасну настільну гру та найкращу графічну презентацію настільної гри в 1989 році